# No Doubt
No Doubt is een Amerikaanse alternatieve-rockgroep. Hun muziek bevat ook invloeden uit de ska- en new wave.

## Geschiedenis
No Doubt werd opgericht in december 1986. Toen zanger John Spence in december 1987 zelfmoord pleegde, werd Gwen Stefani zangeres van de band. In de eerste jaren was de band redelijk succesvol in Californië. Na het uitkomen van het album Tragic kingdom in 1995 werd de groep internationaal bekend. De single Don't speak werd een wereldhit en stond in veel landen op nummer 1, waaronder in Nederland, Vlaanderen en het Verenigd Koninkrijk. De eerder uitgebrachte single Just a girl, die in eerste instantie was geflopt, werd hierna eveneens een hit. Van het album Tragic Kingdom werden meer dan 15 miljoen exemplaren verkocht.
Latere hits van de groep waren onder meer Ex-girlfriend (2000), Hey baby (2002) en een cover van het Talk Talk-nummer It's my life (2003).
In 2004 startte zangeres Gwen Stefani een solocarrière, waarna zij enkele grote hits scoorde. Zij verklaarde echter dat No Doubt niet uit elkaar zou gaan. In het voorjaar van 2008 kwam de groep inderdaad weer bij elkaar om songmateriaal te schrijven voor een nieuw album. Onderbroken door een concerttour door Noord-Amerika in 2009 kwam het nieuwe album Push and shove in september 2012 uit. Aanvullend heeft de band in november en december 2012 zeven concerten in Los Angeles gegeven.

## Leden

### Huidige leden
- Gwen Stefani – zang (1988–2004, 2009–2015, 2024–heden); achtergrondzang (1986–1988)
- Tom Dumont – gitaar (1988–2004, 2009–2015, 2024–heden); keyboard (2001–2004, 2009–2015)
- Tony Kanal – basgitaar (1987–2004, 2009–2015, 2024–heden); keyboard (2001–2004, 2009–2015)
- Adrian Young – drums (1989–2004, 2009–2015, 2024–heden)

### Voormalige leden
- John Spence – zang (1986–1987; overleden in 1987)
- Jerry McMahon – gitaar (1986–1988)
- Chris Leal – basgitaar (1986–1987)
- Eric Stefani – keyboard, achtergrondzang (1986–1995)
- Chris Webb – drums (1986–1989)

## Discografie

### Albums
| Album met eventuele hitnotering(en) in de Nederlandse Album Top 100 | Datum van verschijnen | Datum van binnenkomst | Hoogste positie | Aantal weken | Opmerkingen   |
| ------------------------------------------------------------------- | --------------------- | --------------------- | --------------- | ------------ | ------------- |
| No Doubt                                                            | 17-03-1992            | -                     |                 |              |               |
| The Beacon street collection                                        | 03-03-1995            | -                     |                 |              |               |
| Tragic kingdom                                                      | 10-10-1995            | 30-11-1996            | 1(1wk)          | 47           |               |
| Return of Saturn                                                    | 10-04-2000            | 15-04-2000            | 24              | 9            |               |
| Rock steady                                                         | 10-12-2001            | 21-01-2002            | 66              | 4            |               |
| The singles 1992-2003                                               | 24-11-2003            | 10-01-2004            | 8               | 26           | Verzamelalbum |
| Push and shove                                                      | 21-09-2012            | 29-09-2012            | 28              | 2            |               |

| Album met hitnotering(en) in de Vlaamse Ultratop 200 albums | Datum van verschijnen | Datum van binnenkomst | Hoogste positie | Aantal weken | Opmerkingen   |
| ----------------------------------------------------------- | --------------------- | --------------------- | --------------- | ------------ | ------------- |
| Tragic kingdom                                              | 1995                  | 25-01-1997            | 1(1wk)          | 34           |               |
| Return of Saturn                                            | 2000                  | 29-04-2000            | 44              | 1            |               |
| The singles 1992-2003                                       | 2003                  | 06-12-2003            | 32              | 16           | Verzamelalbum |
| Push and shove                                              | 2012                  | 29-09-2012            | 41              | 4            |               |

### Singles
| Single met eventuele hitnotering(en) in de Nederlandse Top 40 | Datum van verschijnen | Datum van binnenkomst | Hoogste positie | Aantal weken | Opmerkingen                                     |
| ------------------------------------------------------------- | --------------------- | --------------------- | --------------- | ------------ | ----------------------------------------------- |
| Just a girl                                                   | 1996                  | 24-08-1996            | tip1            | -            | Nr. 45 in de Single Top 100                     |
| Don't speak                                                   | 1996                  | 07-12-1996            | 1(6wk)          | 22           | Nr. 1 in de Single Top 100                      |
| Just a girl                                                   | 1997                  | 26-04-1997            | 11              | 7            | Nr. 14 in de Single Top 100 / Alarmschijf       |
| Spiderwebs                                                    | 1997                  | 20-09-1997            | tip16           | -            | Nr. 85 in de Single Top 100                     |
| Hey you!                                                      | 1998                  | 14-03-1998            | tip4            | -            | Nr. 51 in de Single Top 100                     |
| New                                                           | 1999                  | 05-06-1999            | tip13           | -            | Nr. 98 in de Single Top 100                     |
| Ex-girlfriend                                                 | 2000                  | 25-03-2000            | 15              | 9            | Nr. 35 in de Single Top 100 / Alarmschijf       |
| Simple kind of life                                           | 2000                  | 03-06-2000            | tip11           | -            | Nr. 98 in de Single Top 100                     |
| Hey baby                                                      | 2002                  | 19-01-2002            | 13              | 9            | met Bounty Killer / Nr. 14 in de Single Top 100 |
| Hella good                                                    | 2002                  | 11-05-2002            | tip6            | -            | Nr. 57 in de Single Top 100                     |
| Underneath it all                                             | 2002                  | 02-11-2002            | tip14           | -            | met Lady Saw                                    |
| It's my life                                                  | 17-11-2003            | 03-01-2004            | 4               | 15           | Nr. 6 in de Single Top 100 / Alarmschijf        |
| Underneath it all                                             | 2004                  | 20-03-2004            | 31              | 5            | met Lady Saw / Nr. 49 in de Single Top 100      |
| Settle down                                                   | 23-07-2012            | 04-08-2012            | 28              | 6            | Nr. 69 in de Single Top 100 / Alarmschijf       |

| Single met hitnotering(en) in de Vlaamse Ultratop 50 | Datum van verschijnen | Datum van binnenkomst | Hoogste positie | Aantal weken | Opmerkingen                                     |
| ---------------------------------------------------- | --------------------- | --------------------- | --------------- | ------------ | ----------------------------------------------- |
| Don't speak                                          | 1996                  | 28-12-1996            | 1(6wk)          | 27           | Nr. 1 in de Radio 2 Top 30                      |
| Just a girl                                          | 1997                  | 24-05-1997            | 37              | 4            |                                                 |
| Ex-girlfriend                                        | 2000                  | 01-04-2000            | tip15           | -            |                                                 |
| Hey baby                                             | 2002                  | 02-02-2002            | 19              | 8            | met Bounty Killer / Nr. 14 in de Radio 2 Top 30 |
| Hella good                                           | 2002                  | 18-05-2002            | tip3            | -            |                                                 |
| Underneath it all                                    | 2002                  | 30-11-2002            | tip13           | -            | met Lady Shaw                                   |
| It's my life                                         | 2003                  | 29-11-2003            | 11              | 14           | Nr. 9 in de Radio 2 Top 30                      |
| Bathwater                                            | 2004                  | 20-03-2004            | tip4            | -            |                                                 |
| Settle down                                          | 2012                  | 28-07-2012            | tip18           | -            |                                                 |

### NPO Radio 2 Top 2000
| Nummer met noteringen in de NPO Radio 2 Top 2000 | '05  | '06 | '07  | '08  | '09 | '10 | '11 | '12 | '13 | '14 | '15  | '16 | '17 | '18  | '19  | '20  | '21  | '22  | '23  | '24  |
| ------------------------------------------------ | ---- | --- | ---- | ---- | --- | --- | --- | --- | --- | --- | ---- | --- | --- | ---- | ---- | ---- | ---- | ---- | ---- | ---- |
| Don't Speak                                      | 1159 | 784 | 1124 | 1397 | 796 | 788 | 855 | 908 | 769 | 957 | 1017 | 965 | 901 | 1030 | 1011 | 1019 | 1120 | 1159 | 1101 | 1054 |

1. ↑  Een vetgedrukt getal geeft de hoogste notering aan.
2. ↑  2005 was het eerste jaar met een notering voor dit nummer.